# اصول پی‌جویی، اکتشاف و ارزیابی ذخایر معدنی
اصول پی‌جویی، اکتشاف و ارزیابی ذخایر معدنی کتابی از حسن مدنی است که در سال ۱۳۶۶ منتشر و در مراسم کتاب سال جمهوری اسلامی ایران به‌عنوان کتاب برگزیده معرفی شد.